# 西山昇一
西山 昇一（にしやま しょういち、1960年10月9日 - ）は、愛知県豊橋市出身の元競艇選手である。登録番号3022。身長169cm。血液型B型。49期。愛知支部所属。

## 来歴
1981年デビューの49期生。同期には大嶋一也、西島義則などがいる。

## 人物・エピソード
- 河合良夫とペラグループを組んでいる。